# Milan Sachs
Milan Sachs (Lišov pokraj Budějovica, 28. studenog 1884. – Zagreb, 4. kolovoza 1968.) bio je češko-hrvatski operni dirigent i skladatelj. Međunarodni je ugled stekao interpretacijama djela Leoša Janačeka.

## Životopis
Milan Sachs je 1905. završio studij violine na konzervatoriju u Pragu i odmah postao član orkestra Češke filharmonije. Od 1907. do 1910. bio je koncertni majstor kazališnog orkestra u Beogradu, a 1910. i 1911. nastavnik na muzičkoj školi u Novom Sadu. Od 1911. djeluje najprije kao koncertni majstor i korepetitor, a potom ubrzo i kao dirigent Opere Hrvatskoga narodnoga kazališta u Zagrebu. Uz prekide – od 1932. do 1938., kada je bio direktor opere u Brnu te za vrijeme Drugoga svjetskoga rata od 1941. do 1945. – Sachs je sve do smrti bio operni dirigent u Zagrebu, a od 1919. do 1921., 1926. te od 1945. do 1955. bio je i direktorom Zagrebačke opere.
Sachsovo treće direktorsko razdoblje označava doba poslijeratnoga uspona Zagrebačke opere, kojemu je osobito doprinio svojim ozbiljnim i odgovornim umjetničkim djelovanjem te odgojem i pripremom opernih pjevača. Bio je uspješan i kao koncertni dirigent, osobito izvedbama Beethovenovih simfonija i Smetanina ciklusa Moja domovina.
U opernom se i koncertnom djelovanju zalagao za beskomprimisno poštovanje skladateljeva notnog zapisa i što vjernije izvođenje autorskih djela: preciznom je i sugestivnom dirigentskom gestom postizao vrhunske domete izvođačkih ansambala. Manjim brojem različitih skladbi i harmonizacijama folklornih napjeva uspješno se okušao i kao skladatelj.

## Vanjske poveznice
- Sachs, Milan Hrvatska enciklopedija. LZMK
- LZMK / Proleksis enciklopedija: Sachs, Milan
- Biografija na stranicama Hrvatskog društva glazbenih umjetnika  Arhivirana inačica izvorne stranice od 20. veljače 2008. (Wayback Machine)
- OperaPlus.cz – Mojmír Weimann: »Milan Sachs – dirigent, jehož život by vydal na román« (češ.)